# 香港旗幟學協會
香港旗幟學協會，或者以其電子刊物被稱為香港旗幟學人（英語：What the Flag），簡稱港旗人，是首個在香港註冊的非牟利旗幟學學術機構，主席為蘇灝逸。

## 會務範圍
該會的宗旨是提升旗幟學和港人、華人間的互動、代表香港與外地旗幟學家交流、向公眾提供旗幟學的知識和資訊，推廣及促進旗幟學原則和設計、使用旗幟的藝術。協會在2018年4月6日成立，在2020年9月24日正式獲政府註冊為社團，成為香港第一個獲登記的旗幟學團體。
據紀錄協會近年舉辦、擬舉辦的活動包括：
- 有關旗幟歷史、用途和旗幟學原則的工作坊
- 網上講座
- 考察團
- 拍攝團

## 架構
該會設執行委員會，下設主席、副主席、司庫三個職位，負責各項會務，至今共歷經兩屆執委會。除第一屆外，執委會所有屆次均按章程依選舉產生。
| 屆次   | 任期                      | 產生方式                              |
| ------ | ------------------------- | ------------------------------------- |
| 第一屆 | 2018年4月6日—2020年8月8日 | 委任（主席、副主席） 自動當選（司庫） |
| 第二屆 | 2020年8月8日—             | 選舉                                  |

## 軼事
該會曾依照iOS表情圖標的格式，製作大量歷史國家旗幟表情圖標的WhatsApp貼圖，一度成為國際旗幟學家社群的話題。時任主席表示為了迴避對納粹和共產標誌旗幟的審查，團隊需要將有關檔案利用Google雲端硬碟公開，而非發佈在應用程式商店。

## 內部連結
1. ↑   (PDF).   [2021-03-13]. （原始内容存档 (PDF)于2021-03-02）. （页面存档备份，存于）
2. ↑  最新消息 - 香港旗幟學人
3. ↑  關於 - 香港旗幟學人
4. 1 2  Flags and Vexillology : I am trying to make WhatsApp stickers of flags in the style of iOS emoji

## 外部連結
- 香港旗幟學人官方網站 （页面存档备份，存于）